# Hydrokodon

Strukturformel för hydrokodon.

Hydrokodon, Dihydrokodeinon eller Hydrokon, summaformel C18H21NO3, är ett  morfinderivat. Preparatet används i Sverige endast på licens inom terminal cancervård. Det är ett av de verksamma ämnena i läkemedlet Vicodin.
Samtliga preparat med substansen avregistrerades i Sverige mellan 1958 (Dicodid) och 1967 (Ambrakon).
Substansen är narkotikaklassad och ingår i förteckningen N I i 1961 års allmänna narkotikakonvention, samt i förteckning II i Sverige.